# Ashley Young
Ashley Simon Young (* 9. Juli 1985 in Stevenage) ist ein englischer Fußballspieler. 

## Karriere

### Vereinskarriere
Young, der sowohl als Stürmer als auch auf den Außenpositionen agieren kann, begann seine Fußballerkarriere in der Fußballakademie des FC Watford. 2002 unterschrieb er einen Vertrag beim FC Watford. Im September 2003 gab er sein Debüt beim Meisterschaftsspiel gegen den FC Millwall. In diesem Spiel erzielte er auch sein erstes Pflichtspieltor. Young wurde in der Saison 2004/05 zum besten jungen Spieler des FC Watford gewählt. Eine seiner erfolgreichsten Saisons war folgende Saison 2005/06, in der er mit dem FC Watford in die Premier League aufstieg.
Im Januar 2007 wechselte Young zu Aston Villa. Am 31. Januar 2007 gab er sein Debüt für seinen neuen Verein im St. James’ Park gegen Newcastle United. In demselben Spiel erzielte Young sein erstes Tor für Aston Villa (Endstand: 1:3).
Zur Premier-League-Saison 2011/12 wechselte Young zu Manchester United. In seiner ersten Saison konnte Young überzeugen; er wurde in 25 Ligaspielen eingesetzt und erzielte sechs Tore. In den folgenden Saisons kam Young auf ähnliche Einsatzzahlen: 2012/13 kam er auf 19, 2013/14 auf 20 und 2014/15 auf 26 Einsätze. In der Saison 2012/13 gewann er mit United die englische Meisterschaft. 2011, 2013 und 2016 gewann er mit Manchester den FA Community Shield, 2016 den FA Cup und 2017 den englischen Pokal EFL. Beim Sieg der UEFA Europa League 2017 gegen Ajax Amsterdam fehlte Young im Finale verletzungsbedingt. Seit 2019 war er Mannschaftskapitän.
Im Januar 2020 unterschrieb er bei Inter Mailand in der Serie A einen Vertrag bis zum Saisonende. Er gewann mit Inter 2020/21 die italienische Meisterschaft.
Am 17. Juni 2021 wechselte der 35-Jährige zurück nach England und schloss sich Aston Villa an, für die er bereits von 2007 bis 2011 gespielt hatte.
Im Sommer 2023 wechselte er nach Vertragsende bei Aston Villa zum FC Everton und unterschrieb dort einen Einjahresvertrag.
Im Sommer der Saison 25/26 wechselte Young zu dem englischen Zweitligisten Ipswich Town, er unterschrieb einen Einjahresvertrag.

### Nationalmannschaft
Young absolvierte zehn Einsätze für die englische U-21-Auswahl. Am 21. November 2007 debütierte er bei einem Freundschaftsspiel gegen Österreich in der A-Nationalmannschaft. 2011 gelang ihm in einem Testspiel gegen Dänemark sein erster Treffer für die Three Lions. Bei der Fußball-Europameisterschaft 2012 gehörte er zum englischen Aufgebot und bestritt bis zum Viertelfinalaus alle Turnierpartien über die gesamte Distanz, meistens im linken Mittelfeld. Auch durch Verletzungen bedingt, wurde er nicht für die WM 2014 und EM 2016 berücksichtigt. Unter Nationaltrainer Gareth Southgate wurde Young wieder regelmäßiger zu Spielen der Nationalmannschaft geladen und schließlich auch in den englischen Kader für die Fußball-Weltmeisterschaft 2018 berufen. Beim Turnier in Russland war Young Stammspieler im linken Mittelfeld und erreichte mit dem Team den 4. Platz. Das verlorene Halbfinale gegen Kroatien ist Stand Oktober 2022 sein bisher letztes Länderspiel.

## Titel und Auszeichnungen
- Englischer Meister: 2013
- FA Cup: 2016
- FA Community Shield: 2011, 2013, 2016
- EFL Cup: 2017
- Italienischer Meister: 2020/21
- UEFA Europa League: 2017